# シェラック (バンド)
シェラック（Shellac）は、アメリカ・シカゴで結成されたロック・バンド。1992年結成。

## 概要
1992年のシカゴでスティーヴ・アルビニとトッド・トレイナーが非公式のコラボレーションを行ったことが結成のきっかけ。もともとのベーシストはネイキッド・レイガンというバンドのメンバーだったカミーロ・ゴンザレスだったが、デビュー・シングル1曲のレコーディングに参加した後に脱退。ヴォルケーノ・サンズというバンドのベーシストだったボブ・ウェストンが加入して現在の形になる。1993年10月にファースト・シングル「The Rude Gesture: A Pictorial History」でデビューを果たす。
シェラックは変拍子や反復的なリズム、刺々しいギターサウンド、ヴァース‐コーラス形式の型に当てはまらない曲構成、アルビニとウェストンによる超現実や痛烈なシニシズムを取り扱った歌詞に特徴がある。アルビニとウェストンは共にレコーディング・エンジニアとしても活動している。アナログ・レコーディングを好み、オーバー・ダビングは最低限、もしくは行わない方針、マイクの位置や録音機材へのこだわりを共有しており、それらがシェラックの音楽にも色濃く反映されている。

## メンバー

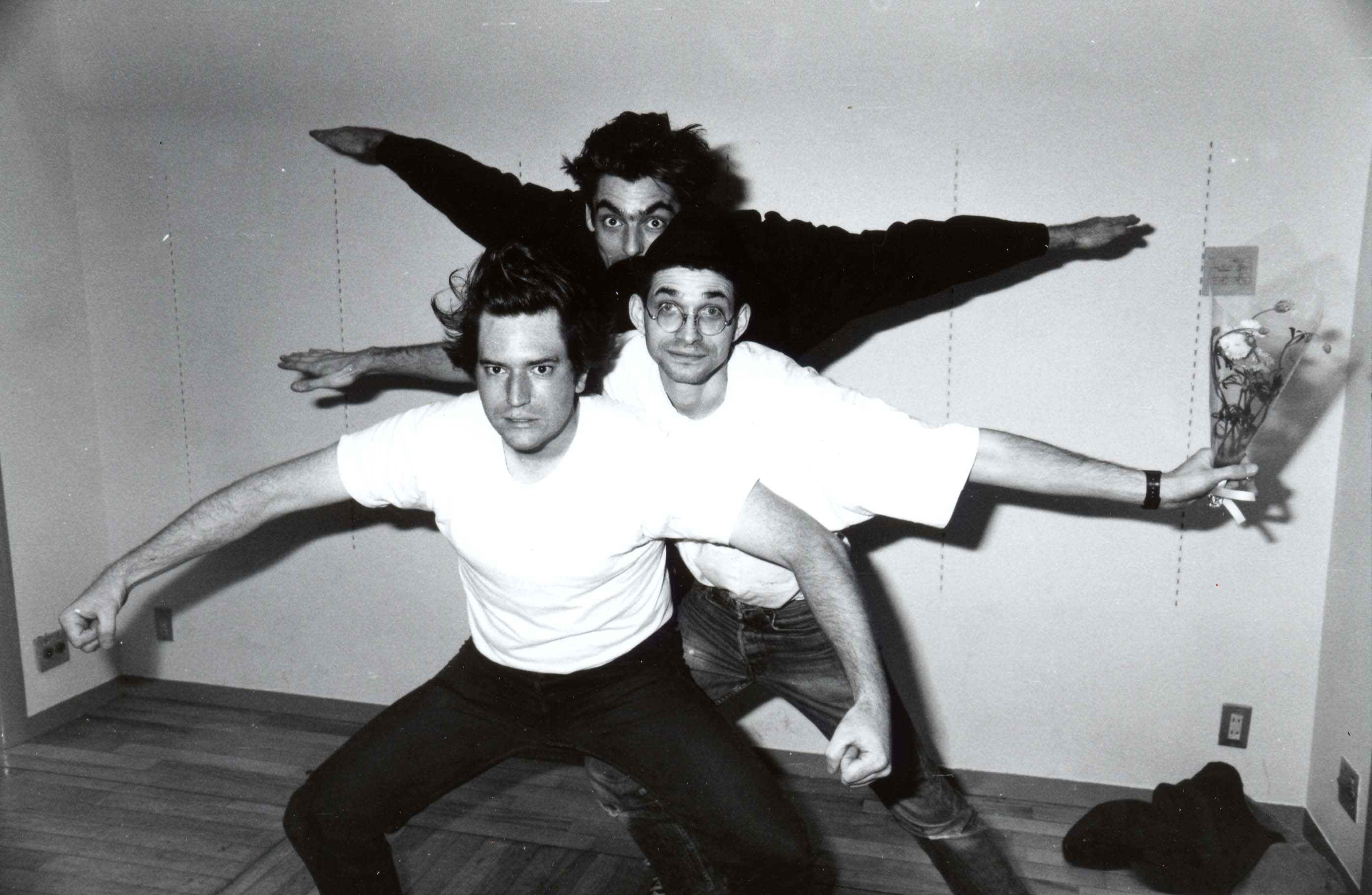
渋谷にて撮影（1993年）

- スティーヴ・アルビニ（Steve Albini） - ギター、ボーカル（白黒写真中央）
- ボブ・ウェストン（Bob Weston） - ベース（白黒写真手前）
- トッド・トレイナー（Todd Trainer） - ドラム（白黒写真奥）

## ディスコグラフィ

### スタジオ・アルバム
- At Action Park (1994年)
- Terraform (1998年)
- 1000 Hurts (2000年)
- Excellent Italian Greyhound (2007年)
- Dude Incredible (2014年)
- 『トゥ・オール・トレインズ』 - To All Trains (2024年)

### ライブ・アルバム
- 『ライヴイン東京』 - Live in Tokyo (1994年) ※日本限定

### コンピレーション・アルバム
- The End of Radio (2019年)

### その他
- The Futurist (1997年) ※メンバーの友人にのみ販売

### シングル
- "The Rude Gesture: A Pictorial History" (1993年)
- "Uranus" (1993年)
- "The Bird Is the Most Popular Finger" (1994年)
- "Billiardspielerlied" (1995年)
- "95 Jailbreak" (1995年)
- "Rambler Song" (1997年) ※スプリット with Mule
- "Agostino" (2001年) ※スプリット with Caesar